# Architecte urbaniste
 (octobre 2011).
Si vous disposez d'ouvrages ou d'articles de référence ou si vous connaissez des sites web de qualité traitant du thème abordé ici, merci de compléter l'article en donnant les références utiles à sa vérifiabilité et en les liant à la section « Notes et références ».
Le terme architecte urbaniste apparaît en France 1922 dans un article de J.-G. Lemoine dans La Grande Revue pour désigner la jonction de deux professions existantes : d'une part, l'architecte, spécialiste de la conception architecturale et de la construction, et d'autre part l'urbaniste, spécialiste de l'aménagement urbain. On parle de l'architecte urbaniste pour qualifier celui qui travaille sur la composition urbaine de la ville

## Domaines d'interventions
L'architecte urbaniste intervient sur la ville, de l’échelle du plan de quartier, au plan de la ville. À la différence de l'architecte qui intervient davantage sur un ou plusieurs bâtiments et constructions et de celle de l'urbaniste qui intervient davantage sur la programmation et la planification urbaines en amont. L'architecte urbaniste intervient à la frontière des deux disciplines pour constituer une pratique inter-disciplinaire qui est proche de ce que les Anglais appellent l'urban design que l'on peut traduire par composition urbaine en distinction de l'urban planning que l'on peut traduire par planification urbaine. En Allemagne, on distingue la planification urbaine (Stadtplanung) et la composition urbaine (Stadtbaukunst). L’architecte urbaniste est le ‘Städtebauer’, il fait de l’urbanisme (Städtebau).
Dans une étude intitulée « L'urbanisme d'aujourd'hui : mythes et réalités », le sociologue Henri Lefebvre soutient que « l'architecture et l'urbanisme doivent être distingués avec soin » en tant qu'ils se situent à « deux niveaux de la réalité sociale » : l'architecture est au niveau « microsociologique », tandis que « l'urbanisme est un problème macrosociologique », posé au niveau de « la société dans son ensemble ». Il affirme aussi que l'urbanisme est une idéologie.

## Qualifications nécessaires

### L'architecte urbaniste
L'architecte urbaniste correspond à une pratique urbaine davantage qu'à un métier. Les architectes urbanistes sont soit issus d'une formation initiale d'architecte, avec une spécialisation en troisième cycle d'urbaniste, soit ayant une formation initiale d'urbanistes-géographes avec une spécialisation en troisième cycle de composition urbaine ou d'architecture.

### L'architecte urbaniste de l’État
Le titre d'Architecte urbaniste de l’État correspond à un corps professionnel dans la fonction publique d’État en France. 

#### Origine
Le corps des architectes et urbanistes de l'État (AUE) est né par décret du 24 février 1993 du rapprochement de deux corps existants : celui des architectes des bâtiments de France (ABF), créé en 1946, et celui des urbanistes de l'État (UE), instauré en 1962. 

#### Recrutement
Il est obtenu à l'issue d'un concours concours externe ouvert exclusivement aux architectes diplômés, quelle que soit l'option choisie ("patrimoine urbain, architectural et paysager" ou "urbanisme / aménagement"). Les deux spécialisations reflétant les deux corps d'origine et la mixité professionnelle de la profession.

#### Affectation
Leur gestion quotidienne relève du ministère dont dépend leur option, soit le ministre chargé de l'écologie (« urbanisme aménagement »), soit le ministère chargé de la culture (« patrimoine architectural, urbain et paysager »).

### Le statut de la profession
Autant le statut d'architecte est très règlementé, ainsi que l'usage du titre d'architecte qui nécessite un diplôme d'architecte et une inscription a l'Ordre des Architectes en France, autant la profession d'urbaniste n'est pas réglementée.

## Architectes urbanistes français renommés
- Roland Castro
- Alexandre Chemetoff
- Bruno Fortier
- François Grether
- Le Corbusier
- Yves Lion
- David Mangin
- Jean Nouvel
- Christian de Portzamparc
- Bernard Reichen
- Philippe Robert
- Christian Devillers
- Nicolas Michelin
- Michel Cantal-Dupart